# Aerobio estricto
Un aerobio estricto es un organismo que requiere de oxígeno para su crecimiento.  A través de la respiración celular, aquellos organismos usan el oxígeno para metabolizar sustancias como azúcares y grasas para producir energía. En este proceso, el oxígeno sirve como aceptor terminal de electrones en la cadena de transporte.  La respiración aeróbica presenta la ventaja de producir más energía en forma de ATP que la fermentación o la respiración anaeróbica, pero los obliga a soportar niveles más altos de estrés oxidativo.
| Grupo                                       | Medio ambiente                               | Medio ambiente     | Efecto O2                                                                   |
| Grupo                                       | Aeróbico                                     | Anaeróbico         | Efecto O2                                                                   |
| ------------------------------------------- | -------------------------------------------- | ------------------ | --------------------------------------------------------------------------- |
| Aerobio estricto                            | Crecimiento                                  | No hay crecimiento | Necesario (utilizado para la respiración aeróbica)                          |
| Anaerobio estricto                          | No hay crecimiento                           | Crecimiento        | Tóxico                                                                      |
| Anaerobio facultativo (Aerobio facultativo) | Crecimiento                                  | Crecimiento        | No es necesario para el crecimiento, pero se utiliza cuando está disponible |
| Microaerófilo                               | Crecimiento si el nivel no es demasiado alto | No hay crecimiento | Necesario pero a niveles inferiores a 0,2 atm                               |
| Anaerobio aerotolerante                     | Crecimiento                                  | Crecimiento        | No requerido y no utilizado                                                 |

## Ejemplos
Entre los organismos, casi todos los animales, la mayoría de los hongos y varias bacterias son aerobios estrictos. Entre los ejemplos de bacterias aerobias estrictas se encuentran Mycobacterium tuberculosis (acid-fast), Pseudomonas aeruginosa (Gram-negativa), Bacillus (Gram-positiva), y Nocardia asteroides (Gram-positiva). [Con la excepción de las levaduras, la mayoría de los hongos son aerobios esrictos y casi todas las algas son aerobios estrictos.
Un aerobio estricto único es el Streptomyces coelicolor, que es grampositivo, habita en el suelo y pertenece al filo Actinomycetota. Es único porque el genoma de este aerobio estricto codifica numerosas enzimas con funciones que normalmente se atribuyen al metabolismo anaeróbico en bacterias facultativas y estrictamente anaeróbicas.

## Estrategias de supervivencia
Cuando los aerobios estrictos se encuentran en un entorno temporalmente privado de oxígeno, necesitan estrategias de supervivencia para evitar la muerte. En estas condiciones, Mycobacterium smegmatis puede cambiar rápidamente entre la producción de hidrógeno fermentativo y la oxidación de hidrógeno con oxígeno o reducción de fumarato, dependiendo de la disponibilidad del aceptor de electrones. Este ejemplo es la primera vez que se observa la producción de hidrógeno en un aerobio estricto. También confirma la fermentación en una micobacteria y es una prueba de que el hidrógeno desempeña un papel en la supervivencia además del crecimiento.
También pueden surgir problemas en entornos ricos en oxígeno, que se atribuyen más comúnmente al estrés oxidativo. Esto ocurre cuando hay un desequilibrio de radicales libres y antioxidantes en las células del organismo, en gran parte debido a la contaminación y la radiación en el entorno. La estrategia que utilizan los aerobios estrictos para sobrevivir a este fenómeno es utilizar el sistema inmunitario del organismo para corregir el desequilibrio.